# 弁慶ヶ穴古墳
弁慶ヶ穴古墳（べんけいがあなこふん）は、熊本県山鹿市にある装飾古墳。国の史跡に指定されている。

## 概要
山鹿市中心部より北へ約1.2kmに位置する古墳時代後期の装飾古墳。巨大な凝灰岩を用いた前室・後室の複数の横穴式石室を設け、
西向きに開口している。石室入口に人物の彫刻があるほか、前室右壁には赤色でゴンドラ型の船を上下に二艘描き、そのひとつには馬を、もうひとつには荷物とその上に鳥が乗っている様子を描いている。この荷物を柩と見ることにより、舟葬思想（死後の世界を海の彼方にあると考え、遺体を舟に乗せて葬るという考え）を裏付けるものとして注目されている。他にも大小5頭の馬と鞭らしき物を持った人物像、同心円、三角文などを主に赤色の彩色を用いて描く。現在はとくに彩色の褪色が著しいため見学は厳しく制限されているが、熊本県立装飾古墳館に実物大の模型が展示されている。
出土遺物は鍔、雲珠、鉄鏃、金環など。